# Konflikt etniczny w Macedonii (2012)
Konflikt etniczny w Macedonii – seria zajść i starć na tle etnicznym pomiędzy Albańczykami a Macedończykami w Macedonii trwających od 14 stycznia 2012 do 11 maja 2012.

## Incydenty religijne
14 stycznia część społeczności muzułmańskiej poddała krytyce ubiory etnicznych Macedończyków podczas dorocznego karnawału w Vevčani. 30 stycznia nieznani sprawcy podpalili salkę spotkań przy cerkwi w wiosce Labunishta nieopodal miasta Struga.

## Starcia etniczne
28 lutego w mieście Gostiwar policjant zastrzelił podczas kłótni dwóch Albańczyków.
7 marca w Skopje pobitych zostało pięć osób. 9 marca przez kraj przetoczyła się fala protestów.
10 marca kilka aktów przemocy odnotowano w Skopje i Tetowo. W Skopje grupa młodzieży pobiła 66-letniego mężczyznę, a na rzece Wardar spalono drewniany most. W mieście Tetowo pobito 16-letnią dziewczynę oraz zaatakowano policjanta. Pięć osób aresztowano.
12 kwietnia niedaleko stolicy kraju zabitych zostało czterech młodych mężczyzn. Wkrótce potem odnaleziono zwłoki kolejnej osoby będącej najprawdopodobniej świadkiem zdarzenia. Czynności policyjne wykazały, że byli to Macedończycy, a wkrótce potem przez kraj przetoczyła się fala antyalbańskich protestów.

## Protesty Macedończyków
Przez kraj wielokrotnie przetoczyła się fala protestów. W Skopje i w Smiljkovci podczas ich trwania doszło do aktów przemocy. W stolicy manifestację zorganizowała młodzież chcąca przejść dzielnicą Saraj, gdzie Albańczycy stanowią zdecydowaną większość. Protestujących zatrzymała policja, a pomiędzy stronami doszło do dziesięciominutowego starcia. Protestujący krzyczeli „Dobry Albańczyk to martwy Albańczyk!” i „Komory gazowe dla Albańczyków!”.
Kolejna duża manifestacja miała miejsce w mieście Bitola, gdzie zgromadzeni przemaszerowali ulicą Širok Sokak. Protest został zorganizowany przez Čkembari.

## Protesty Albańczyków

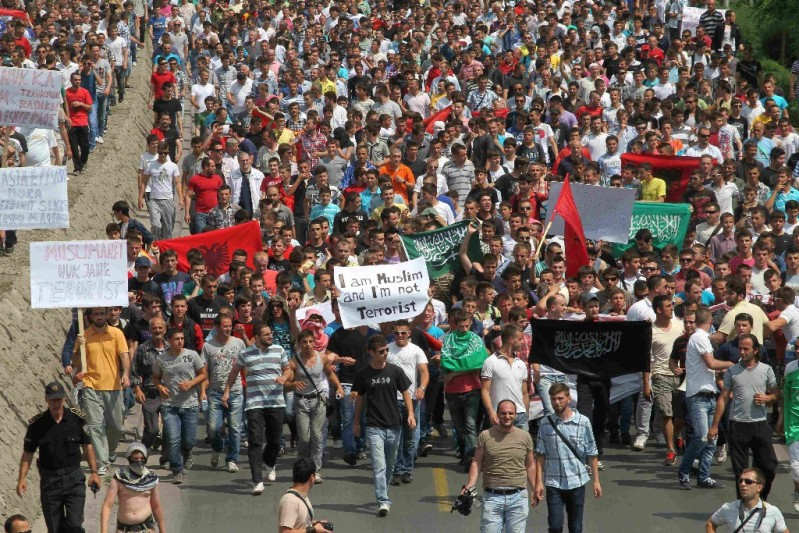
Protesty Albańczyków w Skopje

4 maja 1,5-3 tys. Albańczyków protestowało w stolicy kraju (Skopje), domagając się uwolnienia aresztowanych rodaków. Manifestanci wykrzykiwali hasła „Bóg jest jeden”, „Allah jest wielki”, „Śmierć chrześcijanom” oraz wiele innych oraz posiadali symbole Al-Ka’idy. Kamieniami obrzucono patrole policyjne oraz zdewastowano przystanek autobusowy. Shukri Alia – będący na czarnej liście UE i poszukiwany przez macedońską policję – zmierza do organizacji kolejnych protestów. Policja uważa, że ukrywa się w Kosowie.
11 maja 5-10 tys. Albańczyków protestowało przed budynkami rządowymi w Skopje. Manifestanci wymachiwali flagami narodowymi i czarną flagą Dżihadu, wykrzykując hasła „Muzułmanie nie są terrorystami”, „Nie jesteśmy terrorystami, jesteśmy muzułmanami”, „Wielka Albania”, „Mordercy” i „Śmierć chrześcijanom”. Podczas protestu sześciu policjantów oraz jeden operator telewizyjny zostali ranni. Wybito również szyby w urzędach i sądach. Niesiono także transparent informujący, że to Serbowie i Macedończycy są odpowiedzialni za masakrę w Smiljkovci.